# Stary Przybysław
Stary Przybysław (deutscher Name Pribslaff) ist ein Dorf in der polnischen Woiwodschaft Westpommern. Es gehört zur Landgemeinde (gmina wiejska) Świdwin (Schivelbein) im Landkreis Schivelbein.

## Geografische Lage
Das Angerdorf Stary Przybysław mit dem mitten in der Feldmark gelegenen ehemaligen Gut liegt zwei Kilometer westlich der Kreisstadt Świdwin an der Straße nach Oparzno (Wopersnow). Bahnstation ist Świdwin an der Bahnstrecke Stargard Szczeciński–Gdańsk.

## Name
Der Name stammt von einem Bischof, der den Ort nach seinem Unterfürsten Pribslaff von Belgard genannt hat.

## Geschichte
Zu Pribslaff gehörten die Güter Friedensburg (heute polnisch: Miłobrzegi) und Neu Pribslaff (Nowy Przybysław). Erstmals urkundlich erwähnt wurde der Ort im Jahre 1341 und war vor 1378 im Besitz der Familie von Wedel. Im Jahre 1540 kam der Ort durch Tausch an den Johanniterorden und gehörte zur Komturei Schivelbein.
1736 gab es in Pribslaff zwölf Bauern und einen Kossäten sowie zwei Freileute. 1839 hatte die Gemeinde 13 Bauern und einen Kossäten und im Jahre 1858 neben einem Gutsbesitzer noch elf Bauern und 15 Eigentümer. Das Gut bewirtschaftete 96 Hektar.
1939 lebten in Pribslaff 313 Einwohner in 80 Haushaltungen. Die Gemeindefläche betrug 911,9 Hektar. Außer einem Gasthof gab es im Ort keinen Gewerbebetrieb. Der weitaus größte Teil der Gemeindebewohner war vor Ort in der Landwirtschaft tätig.
Bis 1932 gehörte Pribslaff zum Landkreis Schivelbein, bevor dieser im Landkreis Belgard (Persante) aufging. Pribslaff lag im Amtsbezirk sowie Standesamtsbereich Wopersnow (heute: Oparzno) im Amtsgerichtsbezirk Schivelbein. Letzter deutscher Gemeindebürgermeister war Erich Müller.
Am 4. März 1945 wurde der Ort von Truppen der Roten Armee besetzt. Durch die Kampfhandlungen entstand im Dorf kein Schaden. An den Folgetagen allerdings kamen 16 Bürger durch Mord und andere Gräueltaten ums Leben.
Pribslaff kam unter polnische Verwaltung und gehört heute als Stary Przybysław zur Gmina Świdwin und liegt heute wieder – wie vor 1932 – im Powiat Świdwiński, Landkreis Schivelbein.

## Kirche

### Kirchengemeinde
Pribslaff war vor 1945 eine selbständige Kirchengemeinde, die mit den Nachbargemeinden Grössin und  Falkenberg Kirchspiel Grössin bildete. Es lag im Kirchenkreis Schivelbein der evangelischen Kirche der Altpreußischen Union. Letzter deutscher Geistlicher war Pfarrer Martin Lüpke.
Heute gehört Stary Przybysław zum Kirchspiel Koszalin (Köslin) der Diözese Pommern-Großpolen der Evangelisch-Augsburgischen Kirche in Polen.

### Dorfkirche
Die dreiseitig geschlossene Fachwerkkirche stammte aus dem Jahre 1723. Der holzverkleidete Turm über der Westseite trug eine geschweifte Haube, die in einem Spitzdach auslief. Die Kirche wurde um 1970 abgerissen.
In Pribslaff gab es eine einklassige Volksschule.